# 五福路 (新竹市)
五福路，為臺灣新竹市的一條西南－東北向道路，亦為臺灣縣道117號的南段之一。西起於內湖里中華路六段，沿粟仔坑溪河谷而上，沿途經過八股、大湖、菜瓜坑、茄苳湖等地，東至茄苳景觀大道止，長約7公里。。

## 沿經行政區域
- 新竹市
  - 香山區

## 分段
五福路共分為二段：
- 一段：西起中華路六段，東至大湖橋。
- 二段：西起大湖橋，東至茄苳景觀大道。

## 車道配置
- 全線：雙向各一車道。

## 沿線設施
(由西南至東北)

### 一段
- 新竹市立內湖國中 （页面存档备份，存于）（12號）
- 新竹市香山區大湖國民小學 （页面存档备份，存于）（530號）

### 二段
- 中華大學（707號）